# Bandiera dell'Egitto
L'attuale bandiera dell'Egitto (علم مصر‎), è un tricolore costituito da tre bande orizzontali (una rossa, una bianca e una nera) uguali a quelle della bandiera rivoluzionaria risalente alla Rivoluzione del 1952.
La bandiera include anche l'emblema nazionale dell'Egitto, l'Aquila di Saladino, nella fascia centrale bianca.

## Simbologia
I Liberi Ufficiali che rovesciarono Fārūq I d'Egitto (durante la rivoluzione), assegnarono un simbolismo specifico a ciascuna delle tre bande della rivoluzionaria bandiera: la fascia rossa, simboleggia il sangue versato del popolo egiziano nella guerra contro l'occupazione britannica; la fascia bianca, simboleggia la natura pacifica (e priva di spargimenti di sangue) della rivoluzione contro la monarchia; la fascia nera, simboleggia il periodo buio in cui il popolo egiziano fu sotto il dominio britannico e quello monarchico. L'Aquila in mezzo nella fascia bianca simboleggia l'aquila egiziana che sorveglia il cielo
La bandiera della Rivoluzione e della Liberazione dell'Egitto fu fonte di ispirazione per diversi paesi arabi e venne adottata da molti degli stati arabi: gli stessi colori del tricolore egiziano, sono presenti nelle bandiere dell'Iraq, della Siria, del Sudan e dello Yemen (e, un tempo, anche della Libia); l'unica differenza è la presenza (o assenza) di distintivi emblemi nazionali nella fascia bianca.

## Schema dei colori
|             | Rosso      | Bianco      | Nero      | Oro         |
| ----------- | ---------- | ----------- | --------- | ----------- |
| RGB         | 206/17/38  | 255/255/255 | 0/0/0     | 192/147/0   |
| Esadecimali | #ce1126    | #FFFFFF     | #000000   | #c09300     |
| CMYK        | 0/92/82/19 | 0/0/0/0     | 0/0/0/100 | 0/23/100/25 |

## Storia
La prima bandiera nazionale del moderno Egitto venne adottata quando la nazione ottenne la parziale indipendenza dal Regno Unito nel 1922. Consisteva di una mezzaluna bianca, con tre stelle, in campo verde.
Successivamente al colpo di Stato del 1952, la bandiera venne sostituita con l'attuale struttura a tricolore orizzontale rosso-bianco-nero, con al centro una grande aquila di Saladino dorata con sul petto una mezzaluna e tre stelle bianche all'interno di un cerchio di colore verde; da allora ha cambiato solo l'emblema centrale: sotto la Repubblica Araba Unita (1958-1961), la striscia bianca conteneva due stelle verdi (allusive dell'Egitto stesso e della Siria) e benché la Repubblica Araba Unita fosse stata sciolta nel 1961 tale bandiera è rimasta in vigore fino al 1972; la bandiera usata nel periodo 1972-1984 conteneva il falco di Quraysh dorato; quella del 1984, e attualmente in uso, riprende l'aquila dorata di Saladino ma con varie differenze rispetto alla versione del 1952: le dimensioni sono molto ridotte così da occupare solo la striscia bianca centrale, sul petto presenta uno scudo giallo e tra gli artigli un rotolo di papiro recante il nome della nazione in arabo (جمهورية مصر العربية "Repubblica Araba d'Egitto").

## Bandiere storiche

Bandiera del Sultanato Mamelucco d'Egitto
Bandiera dell'Eyalet d'Egitto (1844-1867)
Bandiera del Chedivato d'Egitto (1867-1881)
Bandiera del Chedivato d'Egitto (1881-1914) e poi del Sultanato d'Egitto (1914–1922)
Bandiera del Regno d'Egitto (1922-1953)
Bandiera egiziana (1953-1958)
Bandiera della RAU (1958-1972)
Bandiera della Federazione delle Repubbliche Arabe (1972-1984)